# 산 카를로 알레 콰트로 폰타네 성당

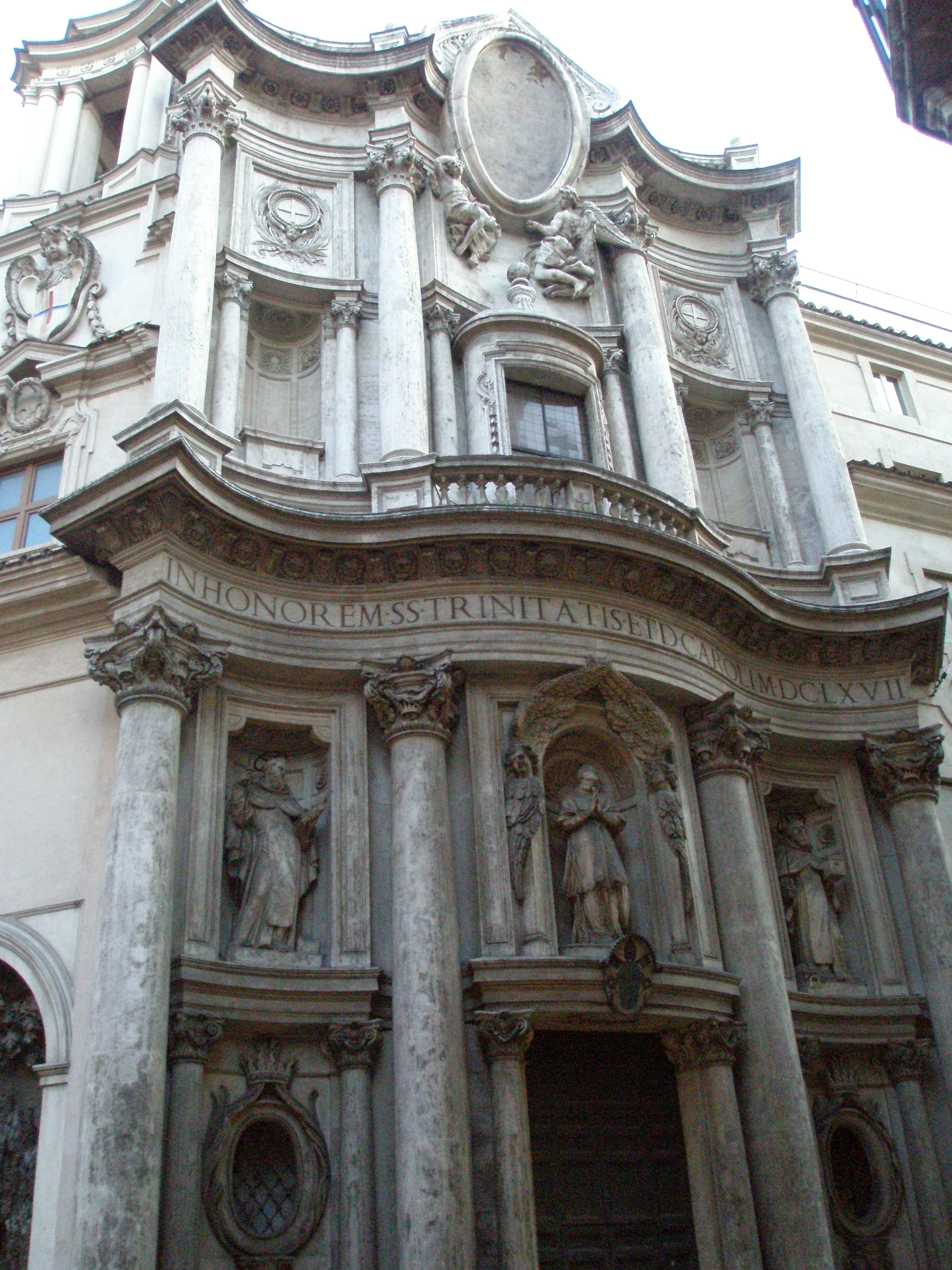
산 카를로 알레 콰트로 폰타네 성당

산 카를로 알레 콰트로 폰타네 성당(이탈리아어: Chiesa di San Carlo alle Quattro Fontane)은 이탈리아 로마에 있는 성당이다. 보로미니가 건축하였다.